# Götsche (Solingen)
Götsche ist eine Ortslage in der bergischen Großstadt Solingen. In den Wald- und Moorwaldgebieten zwischen Götsche und Verlach befindet sich der niedrigste Punkt des Solinger Stadtgebietes mit rund 53 Metern über NHN. 

## Lage und Beschreibung
Der Ort, der heute nur wenige Gebäude am Waldrand umfasst, befindet sich im äußersten Westen des Solinger Stadtgebietes unmittelbar an der Stadtgrenze zu Langenfeld. Er liegt im Stadtteil Ohligs südlich der Ohligser Heide an einer Stichstraße, die von der Langhansstraße nach Süden abzweigt und den Namen des Ortes trägt. Am Rande des Ortes befindet sich das Naturschutzgebiet Krüdersheide und Götsche, eines von elf Naturschutzgebieten in Solingen. Von Götsche, das am Ufer des Viehbachs liegt, führt ein Fußweg zur Riethrather Mühle. Außerdem ist das Gebiet durch eine Reihe von Wanderwegen erschlossen.
Benachbarte Orte sind bzw. waren (von Nord nach West): Verlach, Engelsberger Hof, Hackhausen, Krüdersheide (auf Solinger Stadtgebiet) sowie Schwanenmühle, Wafert, Götscher Mühle, Götsche und Riethrather Hof (auf Langenfelder Stadtgebiet).

## Etymologie
Was die Flurbezeichnung Götsche bedeutet, die auch auf Langenfelder Seite vorkommt, ist unklar.

## Geschichte
Der Solinger Ort entstand vermutlich im 19. Jahrhundert, die Charte der Bürgermeisterei Merscheid aus dem Jahre 1830 zeigt den Ort unbeschriftet in der Flur I Richrather-Mark gelegen. Der Langenfelder Ort sowie die Götscher Mühle finden sich dagegen auch in der Preußischen Uraufnahme von 1844. Die Preußische Neuaufnahme von 1893 verzeichnet den Solinger Ort als Götsche. Er wurde in den Ortsregistern der Stadt Merscheid geführt, die 1891 in Ohligs umbenannt wurde.
Die Gemeinde- und Gutbezirksstatistik der Rheinprovinz führt den Ort 1871 mit vier Wohnhäusern und 19 Einwohnern auf. Im Gemeindelexikon für die Provinz Rheinland von 1888 werden vier Wohnhäuser mit 22 Einwohnern angegeben. 1895 besitzt der Ortsteil drei Wohnhäuser mit acht Einwohnern.
Mit der Städtevereinigung zu Groß-Solingen im Jahre 1929 wurde Götsche ein Ortsteil Solingens. Die in den 1930er Jahren trassierte Reichsautobahn zwischen Köln und Duisburg verläuft zwischen Götsche und Verlach auch über Solinger Stadtgebiet. Die heutige Bundesautobahn 3 wurde in diesem Abschnitt 1936 für den Verkehr freigegeben. Im Jahre 2004 wurde das rund 55 Hektar große Gebiet zwischen der Krüdersheide und Götsche als Naturschutzgebiet ausgewiesen. Schützenswert sind vor allem die Bruch- und Moorwaldgebiete rund um Götsche.